# Stanisław Chlebowski
Stanisław Chlebowski (1835 Uščickij Újezd – 1884 Kowanówko) byl polský malíř specializující se na orientální umění. 

## Životopis
Narodil v Uščickém Újezdu v Podolské gubernii v ruském záboru Polska, nynější Chmelnické oblasti na Ukrajině. Kresbu studoval na Oděské umělecké škole M. B. Grekova. Mezi roky 1853 a 1859 ve studiích pokračoval na Akademii krásných umění v Petrohradě a poté byl na šestiletém stipendiu v Paříži u francouzského orientalizujícího malíře Jeana-Leóna Gérôma. Později procestoval Španělsko, Itálii, Německo a Belgii. Jeho prvním úspěchem byl prodej jeho obrazu Joann d’Arc in Amiens Prison francouzskému císaři Napoleonu III.
V letech 1864-1876 žil v Konstantinopoli, kde si získal popularitu a pracoval jako mistr malíř ve službách sultána Abdulazize. Během své služby u sultána získal povolení vyvést z říše velkou ikonu Matky Boží Odigitria, která byla roku 1453 zachráněna z Hodegonského kláštera. Tuto cennou památku objevil ve jednom konstantinopolském starožitnickém, nedotčenou tureckými úpravami. Tato zpráva je potvrzena v dopise Comité National Polonais à Constantinople z 27. června 1938. 
V roce 1876 se přestěhoval do Paříže a v roce 1881 se vrátil na trvalo do Krakova. Předmětem jeho akvarelových a olejových maleb je různý. Maloval obrazy historických bitev vztahujících se k historii Otomanské říše, orientální žánrové scény, krajiny a portréty otomanských sultánů. Zemřel v Kowanówku (tehdy Rundhausenu v pruském záboru Polska) ve věku 49 let. Pohřben byl na Rakowickém hřbitově v Krakově. 
Stanisław Chlebowski žil dlouhá léta v zahraničí a v Polsku jsou tudíž jeho obrazy vzácné. Národní museum v Krakově vlastní několik z jeho důležitých orientálních prací jako je Entrée de Mahomet II á Stamboul.